# Diophantus
Diophantus est un cratère d'impact lunaire situé sur de la face visible de la Lune à l'ouest de la  Mare Imbrium. Il se situe au sud du cratère Delisle. Au nord du cratère Diophantus, s'étend un sillon dénommé Rima Diophantus. Les rebords du cratère ne sont pas érodés et sont entourés d'un terrain légèrement bosselé. Un petit craterlet est visible au sud-ouest du contour du cratère.
En 1935, l'Union astronomique internationale lui a attribué le nom de Diophantus en l'honneur du mathématicien grec Diophante d'Alexandrie.

## Liens externes

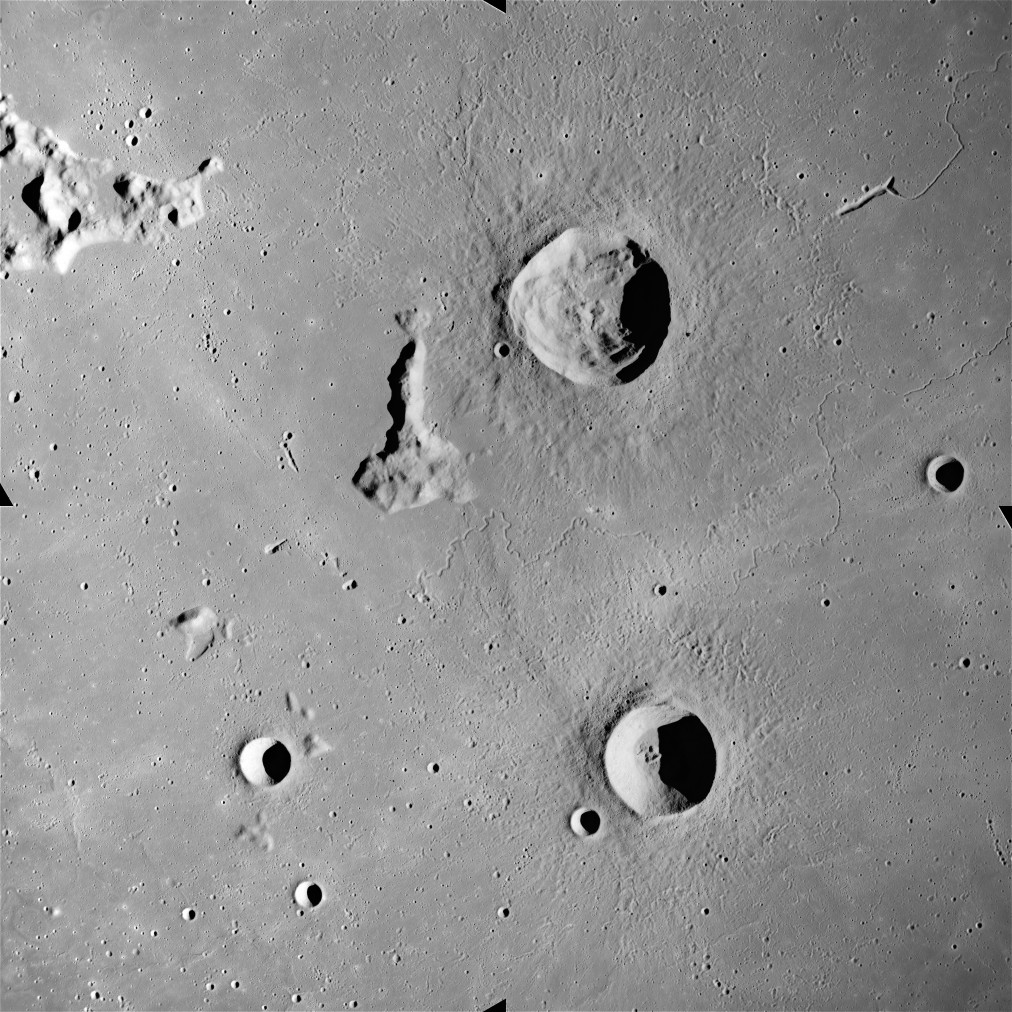
Vue des cratères Delisle et Diophantus.

## Cratères satellites
Par convention, les cratères satellites sont identifiés sur les cartes lunaires en plaçant la lettre sur le côté du point central du cratère qui est le plus proche de Diophantus.
| Diophantus | Latitude | Longitude | Diamètre |
| ---------- | -------- | --------- | -------- |
| B          | 29.1° N  | 32.5° W   | 6 km     |
| C          | 27.3° N  | 34.7° W   | 5 km     |
| D          | 26.9° N  | 36.3° W   | 4 km     |

Quatre autres cratères parsèment les alentours de la Rima Diophantus.
| Cratère | Longitude | Latitude | Diamètre | Origine du prénom        |
| ------- | --------- | -------- | -------- | ------------------------ |
| Isabel  | 28.2° N   | 34.1° W  | 1 km     | Prénom féminin espagnol  |
| Louise  | 28.5° N   | 34.2° W  | 0.8 km   | Prénom féminin français  |
| Samir   | 28.5° N   | 34.3° W  | 2 km     | Prénom masculin arabe    |
| Walter  | 28.0° N   | 33.8° W  | 1 km     | Prénom masculin allemand |

Le cratère satellite "Diophantus A" est dénommé Artsimovich depuis 1973.